# Ceratostylis dischorensis
Ceratostylis dischorensis är en orkidéart som beskrevs av Rudolf Schlechter. Ceratostylis dischorensis ingår i släktet Ceratostylis och familjen orkidéer. Inga underarter finns listade i Catalogue of Life.